# Гранич, Мате
 Мате Гранич  (хорв. Mate Granić; 19 сентября 1947, Башка-Вода, СР Хорватия) — хорватский дипломат и политик, который входил в состав хорватского правительства в 1990-х годах

## Биография

### Ранние годы
Гранич родился в посёлке Башка-Вода в хорватской области Далмация. Ходил в начальную школу в родном посёлке, закончил её в Макарске, затем гимназию в Сплите, а в 1971 году — медицинский факультет Загребского университета, став врачом по профессии. Специализировался по внутренним болезням и диабетологии. Профессиональную медицинскую карьеру строил у профессора доктора Зденка Шкрабала, совместно с которым в 1985 году основал Институт диабета «Вук Врховац», который считается одним из лучших диабетических заведений в этой части Европы. В 1990 году стал деканом медицинского факультета, будучи самым молодым деканом в истории Загребского университета. Работал в качестве приглашённого профессора и лектора в Гарвардском медицинском институте, на медицинском факультете Мюнхенского университета и в фонде диабета штата Кентукки был советником Всемирной организации здравоохранения.

### Политическая деятельность
1991 года Гранич основал Управление по делам перемещённых лиц и беженцев, а также организовал помощь сотням тысяч беженцам из Боснии и Герцеговины. С 31 июля 1991 года Гранич занял место заместителя председателя хорватского правительства. Он был ответственным за переговоры правительства Республики Хорватии с бывшей Югославской народной армией о разблокирования казарм и эвакуацию из них, подписал 8 декабря 1991 года соглашение о выводе ЮНА из Хорватии. В 1992 году вице-премьер Гранич подписал документ о вступлении Хорватии в СБСЕ. В 1993 году включился в процесс остановки конфликта в Боснии между хорватами и мусульманами. С 1 июня 1993 года по 27 января 2000 года занимал должность министра иностранных дел. Был членом Хорватского демократического союза и близким соратником Франьо Туджмана. В 1994 году как министр иностранных дел был главным участником переговоров, в результате которых подписал Вашингтонское и Венское соглашения. Был вторым лицом после Франьо Туджмана на переговорах 1995 года подписавши от имени Хорватии Дейтонские мирные соглашения. Как министр иностранных дел Гранич помогал вести переговоры о мирном договоре между Хорватией, Боснией и Сербией, посетил Сербию в 1996 году, подписав Соглашение о нормализации отношений с Союзной Республикой Югославией. В период с 6 сентября по 9 сентября 1996 года Гранич впервые с официальным визитом посетил Украину. В 1997 году подписал Соглашение о вступлении Хорватии в Совет Европы. 2000 года был кандидатом от ХДС на президентских выборах. В 2000—2003 годах был председателем Комитета по европейской интеграции парламента Хорватии.
В мае 2004 года при подозрительных обстоятельствах начато расследование против Мате Гранича по обвинению в получении взяток. Окружной суд в Загребе 12 мая 2004 года освободил его от обвинения, а хорватский Верховный суд 21 октября 2004 отклонил апелляцию УПКОП и пришёл к выводу, что в деле Гранич-Баго не было установлено никаких доказательств для начала судебного преследования.
В ноябре 2005 года Гранич издал книгу  Зарубежные дела — за кулисами политики , в которой рассказывает о своём пути от родной Башка-Воды до Банских дворов (резиденции правительства Хорватии) и всех мировых столиц, от кресла декана и главного переговорщика в хорватских битвах за мир до его заключение под стражу.

### Партийная карьера
Гранич считался лидером умеренного крыла ХДС. Его целью как министра иностранных дел было оправдать хорватскую политику в отношении Боснии и Страны, а также защитить Хорватию от санкций ООН. Он делал это успешно, что в сочетании с его мягким характером делало его одним из самых популярных политиков ХДС.
Его повсеместная популярность, естественно, стала определяющей при выборе кандидата в президенты от партии после смерти президента Туджмана. В январе 2000 года Гранич вступил в предвыборную кампанию хорватских президентских выборов 2000 года, но сошёл с предвыборной гонки уже после первого тура, заняв третье место с 22,5 % голосов. Он не был ни опытным борцом, ни естественным популистом, что, вероятно, и привело к его сокрушительному поражению.
Когда в конце того месяца новый кабинет приступил к исполнению своих обязанностей, Гранич потерял должность министра иностранных дел. Впоследствии, Гранич возглавил отколотую фракцию ХДС, образуя в апреле 2000 года Демократический центр (ДЦ). Он считал, что партия после смерти Туджмана оказалась в руках радикалов во главе с бывшим консультантом Туджмана по внутренней политике Ивич Пашаличем, и именно поэтому он основал новую партию.
Однако, не все умеренные последовали за Граничем, и в 2002 году они выиграли ожесточённый внутрипартийный поединок с крайне правым крылом. Иво Санадер стал руководителем партии, и всё это сделало ДЦ политически блёклым на фоне ХДС. В результате, партия едва пережила выборы 2003 года, получив лишь одно место в парламенте для депутата Весны Шкаров-Ожболт, которая впоследствии стала министром юстиции в правительстве Санадера.
После выборов Гранич покинул ДЦ и отошёл от общественной жизни. В 2004 году он основал в Загребе консалтинговую фирму под названием «MAGRA Ltd». В 2005 году он стал специальным советником президиума Хорватской партии права (ХПП).
На парламентских выборах 2007 года возглавлял список ХПП в третьем избирательном блоке. Список не получил ни одного места в парламенте.

### Семья
Гранич женат, имеет троих детей. Его брат Горан Гранич — выдающийся хорватский политик.